# أيمن المزين
أيمن المزين هو لاعب كرة قدم مصري سابق ومدرِّب حاليًا لنادي الأسيوطي سبورت.
عمل المزين في مجال التدريب فور اعتزاله ونجح في قيادة ثلاثة فرق من الدوري المصري للدرجة الثانية للصعود إلى الدوري الممتاز وذلك مع نادي الرجاء عام 2014 ونادي الشرقية عام 2016 ونادي الأسيوطي سبورت عام 2017 الذي تولى تدريبه في أغسطس 2016 خلفًا للمؤمن سليمان الذي تولي تدريب نادي الزمالك.
ثم تمت اقالته من نادي الاسيوطي وتولى تدريب نادى اف سي مصر.